# Meriniden
De Meriniden (Tamazight Ait Marin; Arabisch: المرينيون, Al Marīniyūn) waren een Berberse moslimdynastie die van 1244 tot 1465 over Marokko en gebieden in Zuid-Spanje, Algerije en Tunesië heerste. Zij werden opgevolgd door de Wattasiden, een aan de Meriniden verwante familie. 
Tegen het einde van de Almohaden-heerschappij veroverden de Meriniden, een stam van de Zenata-Berbers, in 1269 geheel Marokko en vestigden daar een eigen dynastie. Niet alleen hun hoofdstad Fez, waar zij in 1270 het stadsdeel Fes Jdid ('nieuwe Fes') stichtten, maar ook andere Marokkaanse steden werden door hen opgeluisterd met prachtige bouwwerken.

## Geschiedenis

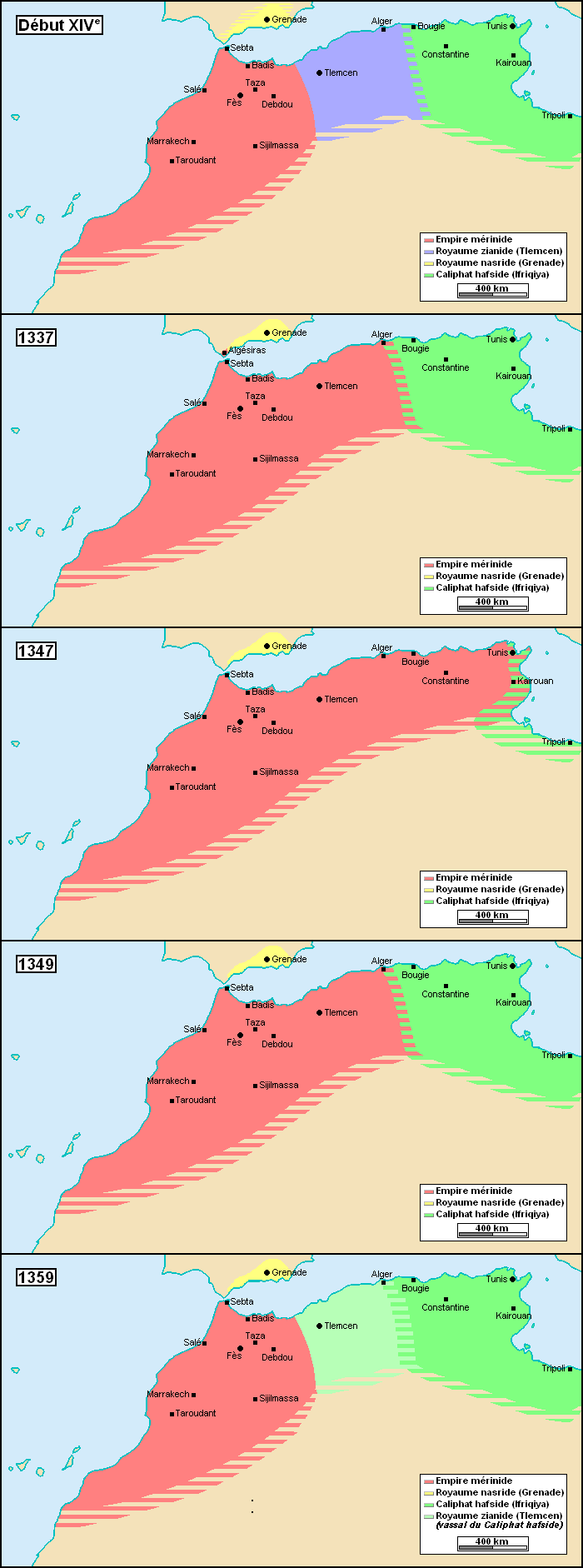
Chronologie van de Meriniden

De geschiedenis van de dynastie is onder te verdelen in drie periodes. De eerste werd gekenmerkt door hun strijd tegen de Almohaden en eindigde met de inname van Marakech. De tweede periode wordt gekenmerkt door militaire ondernemingen, stedelijke ontwikkeling en bestuurlijke stabiliteit. Hierop volgde een periode van interne conflicten, en van de erosie van politieke structuren en het nationale grondgebied. Deze periode zag ook de opkomst van een nieuwe Marokkaanse macht, die van de Wattasiden.

### Groei (voor 1269)
De Banu Marin (Ait Mrin) waren een nomadische Zenata stam uit de omgeving van Tlemcen en Tiaret. Volgens Ibn Khaldun had de stam eerder in het Marokkaanse woestijngebied tussen Sijilmasa en Figuig geleefd. Op een gegeven moment trokken zij op naar het oosten van Marokko, waar zij zich in eerste instantie aansloten bij de Almohaden. Na een succesvolle bijdrage aan de Slag bij Alarcos, in centraal Spanje, begonnen de Meriniden zich te profileren als politieke factor. Vanaf 1213 begonnen zij bewoonde gebieden in noordoostelijk Marokko (regio Nador en Berkane) te taxeren. De relatie tussen de stam en het koningshuis was moeizaam en vanaf 1215 kwamen zij regelmatig in conflict met de Almohaden. In 1217 probeerden zij het zuiden van Marokko in te nemen, maar werden daar verdreven, waarna zij optrokken naar het noorden en zich vestigden in het Rifgebergte. Vanuit het Rif konden zij in 1244 Taza en Meknes, en vier jaar later Fes innemen, hun nieuwe hoofdstad. De Meriniden verklaarden vanuit Fes de oorlog aan de Almohaden, wat in 1269 zou leiden tot de inname van Marrakesh, de oude hoofdstad van hun voorgangers.

### Hoogtepunt (1269-1358)
In korte tijd was het hun gelukt om heel Marokko, Algerije en delen van Tunesie aan hun rijk toe te voegen (hoewel het deze laatste gebieden kort daarna weer kwijt raakte), terwijl Algeciras aan hen werd geschonken door de Nasriden. Hierna zouden zij ook actief zijn in het conflict tussen de moslims en christenen in Spanje. Om absolute controle te krijgen over het handelsverkeer in de Straat van Gibraltar, begonnen zij vanuit Algeciras aan de verovering van verschillende Zuid-Spaanse steden: tegen het jaar 1294 hadden zij Rota en Gibraltar ingenomen.
Ondanks een felle interne machtsstrijd, begon Abu Said Uthman II (1310–1331) aan een grootschalig bouwproject in Fes. Verschillende madrassas werden er gebouwd voor de opleiding van bureaucraten  voor de staat. Deze waren noodzakelijk om de centralisatie in het land te bevorderen en zo de verschillende semionafhankelijke maraboets te ondermijnen.
De Meriniden hadden veel invloed op het beleid van het Emiraat van Granada. Het was in deze periode dat de Spaanse machten de strijd voor het eerst naar Marokko wisten te brengen: het land werd in 1260 en 1267 aangevallen door Castiliaanse troepen, beide aanvallen konden worden afgeslagen.
Op haar hoogtepunt, tijdens het bewind van Abu al-Hasan 'Ali (1331–1348), had de dynastie een groot en gedisciplineerd staand leger tot haar beschikking, toentertijd het grootste in de moslimwereld. Het leger van Abu al-Hasan 'Ali bevatte 40.000 Zenata ruiters. Daarnaast had het de beschikking over Arabische ruiterij, terwijl Andalusische moslims werden gerekruteerd als boogschutters. Het persoonlijke lijfwacht van de sultan bestond uit 7.000 man, en bevatte Spaans-christelijke, Koerdische en zwart-Afrikaanse elementen.
In 1337 deden de Meriniden opnieuw een poging om de Maghreb te veroveren. Eerst werd het rijk van de Zianiden veroverd, waarna in 1347 de gebieden van de Hafsiden volgden. Zo heersten zij van Marokko tot Tunesië. In 1340 werden zij in Adalusië vernietigend verslagen door een Spaans-Portugese coalitie tijdens de Slag bij Salado, waarna de Meriniden zich terug moesten trekken uit Spanje. In datzelfde jaar verloren zij ook hun oostelijke gebieden, na een opstand van Arabische stammen tegen de economische hervormingen van de sultan. De volgende sultan, Abu Inan Faris, probeerde Algerije en Tunesië te heroveren, maar hoewel hij verschillende successen boekte, werd de sultan in 1358 gedood door zijn vizier.

### Ondergang (1358-1465)

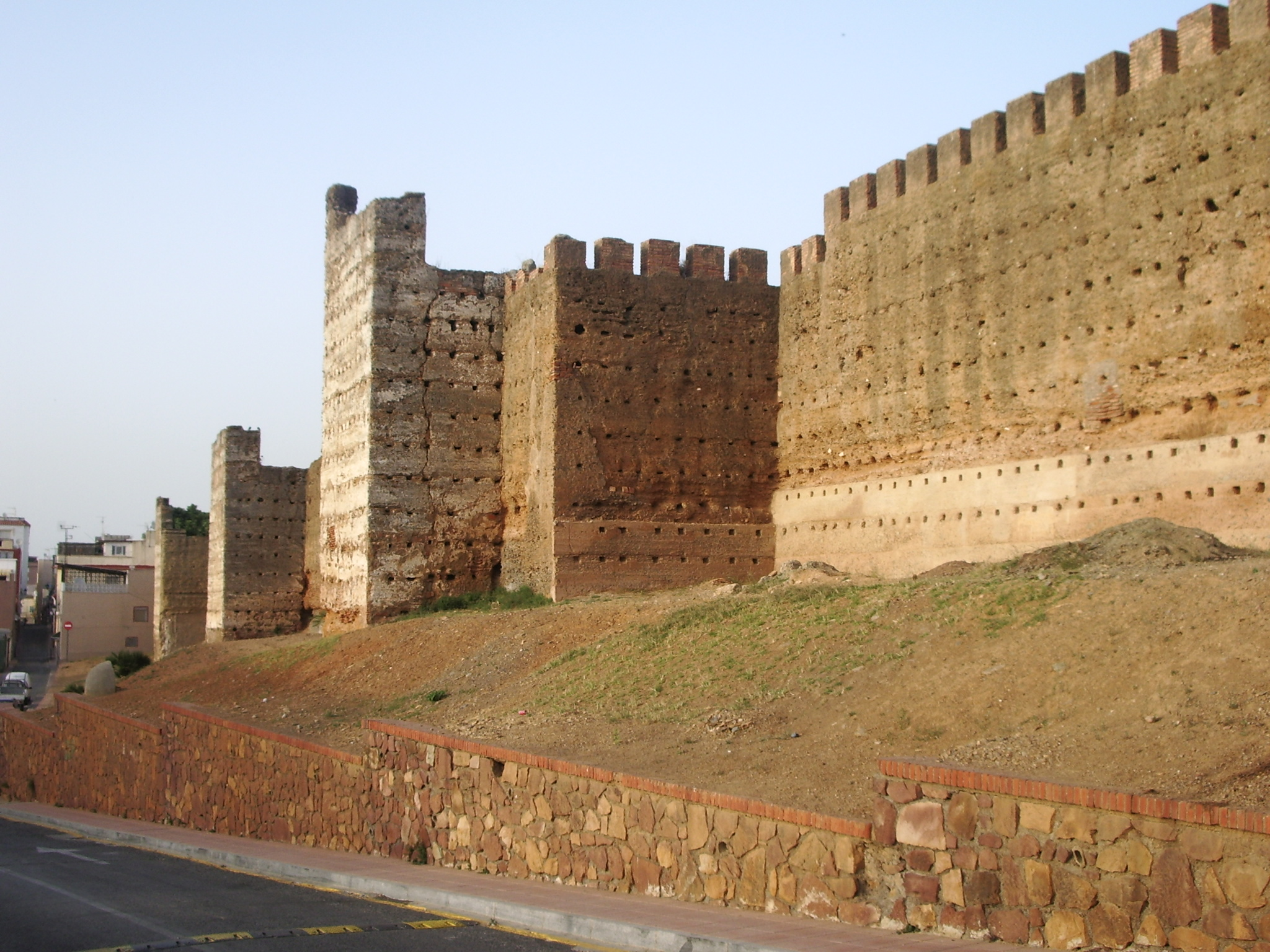
Versterkte muren van de Meriniden in Ceuta

Hierna ging voor de dynastie een lange fase van neergang in. Na 1358 werd de werkelijke macht in Marokko uitgeoefend door de viziers der Wattasiden.
Ondertussen gooiden lastige Arabische nomadenstammen van de Banu Hilal grote delen van Marokko in anarchie, wat het verval van de dynastie versnelde. In de 15e eeuw werd het land getroffen door een financiële crisis, waarna de staat ophield met het financieren van de verschillende maraboets (typisch Marokkaanse religieuze orders) en sharifaanse families. De politieke steun van die maraboets taande en het rijk versplinterde vervolgens in meerdere kleine koninkrijken en stadstaten.
In 1415 konden de Portugezen Ceuta innemen en in 1513 hadden zij alle belangrijke havens aan de Atlantische kust bezet. Nadat sultan Abdalhaqq II (1421–1465) de macht van de Wattasiden trachtte te breken, werd hij in 1465 geëxecuteerd.

## Architectuur

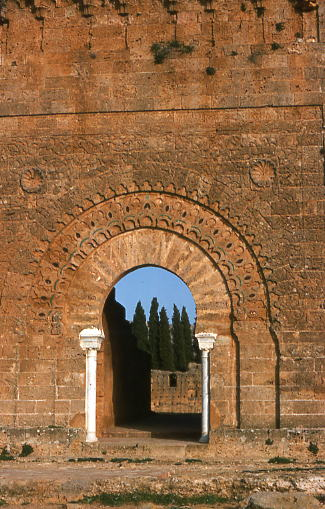
De poort van de Grote Moskee van al-Mansura, net buiten Tlemcen, Algerije. De stad werd door de Meriniden gebouwd om te dienen als basis voor de verovering en bestuur van Algerije

Onder de Meriniden ontwikkelde zich een typische bouwkunst, die het beste te beschrijven is als een kruising tussen Andalusische en Almohaden tradities. Hun meest opvallende bijdrage aan de Marokkaanse architectuur zijn de vele leerscholen (madrassas) die zij in steden over heel Marokko lieten bouwen. Het zijn deze madrassa's die vaak worden geassocieerd met de Meriniden bouwkunst.
In een aantal gigantische projecten, stichtten de Meriniden een viertal nieuwe steden of stadsdelen: Madinat al-Baydah (het huidige Fez Jdid), al-Mansura (net buiten Tlemcen), Afrag (in de bergen boven Ceuta) en al-Binya (tegenwoordig een onderdeel van Algeciras, Spanje). De ruïnes van deze steden behoren tot de meest interessante uit deze periode. Madinat al-Baydah werd in 1270 gesticht als het nieuwe centrum van het Meriniden koninkrijk, maar groeide al snel vast aan het nabij gelegen Fez. Tegenwoordig is het een van de drie stadsdelen van de stad Fez, Fez Jdid ('nieuw Fez'). al-Mansoura werd gebouwd als basis voor de verovering van het midden Maghreb, en fungeerde decennialang als hoofdstad. In een korte tijd ontwikkelde het zich in een grote stad, met tienduizenden inwoners en prachtige gebouwen. Toen de Meriniden hun aanspraak op Tlemcen en het midden Maghreb definitief opgaven, werd de stad verlaten. Tegenwoordig staan nog de prachtige minaret van de Grote Moskee en een deel van de stadsmuren.
In Spanje is er weinig van hun bouwkunst terug te vinden. Daar geldt het Moorish Castle van Gibraltar als hun belangrijkste bouwwerk. Interessant zijn verder de baden van Algeciras. Andere belangrijke Marokkaanse bouwmerken zijn: hun zawiyas, de necropolis van Sala, de arsenalen van Meknes en Salé en een aantal moskeeën, waaronder die van al-'Ubbad en Taza.

## Nalatenschap
Op veel gebieden kunnen de Meriniden gezien worden als de grondleggers van het huidige Marokko. Verschillende cruciale aspecten van de Marokkaanse samenleving en politiek hebben hun oorsprong uit deze periode. 

### Marokkaanse identiteit
Hoewel de Marokkaans-islamitische geschiedenis terug te voeren is naar de Ommayaden overheersing (700-750) en de plaatselijke opvolgerstaten (Idrisiden, Barghawata en de Midrariden van Sijilmasa), was het ten tijde van de Meriniden dat er een Marokkaanse bewustzijn en specifieke cultuur ontstond. Waar de Idrisiden staat weinig gecentraliseerd was en slechts over een enkele steden werkelijk regeerde, en waar de Almoraviden en Almohaden juist veel deden voor de integratie van Marokko in het naburige Maghreb en Al-Andalus, daar zorgden de Meriniden voor een geheel eigen Marokkaans karakter en identiteit. Dit proces is sterk beïnvloed geweest door de wisselwerking met naburige staten in Algerije, Spanje en Tunesië.

### Maraboets en sharifen
Maraboets waren islamitische geleerden, die vaak een zaouïa (of islamitische orde) leidden. De Almoraviden waren oorspronkelijk maraboets, die in de 11e eeuw politieke en militaire macht uitoefenden. Hoewel een zeer oud fenomeen dus in Marokko, met Berberse pre-islamitische invloeden, was het ten tijde van de Meriniden dat maraboets door de staat gebruikt werden als sociale en politieke instrumenten. 
Anders dan hun voorgangers (de Almoraviden en Almohaden), hadden de Meriniden geen theologische of filosofische motieven in het vestigen van hun heerschappij. De Meriniden waren simpelweg een grote stam die een kans zag om koninklijke macht te vergaren. Waar de Almohaden erg geliefd waren bij de rurale en stedelijke massa's, gold dat niet voor de Meriniden. Onder deze omstandigheden was het belangrijk om hun heerschappij te legitimeren. De latere sultans zochten die legitimiteit bij zogenaamde sharifen, families die van de profeet Mohammed af zouden stammen. Dat deden ze door het onderhouden en pareren van die families. Vaak kwamen zij aan het hoofd te staan van zaouias. In de loop van de 14e eeuw zouden zij uitgroeien tot een rijke en machtige groep. Dit zou uiteindelijk leiden tot de opkomst van de Saadidynastie en de Alaoui-dynastie, beide Arabische sharifaanse families uit het zuiden van het land. Hoewel het Berbers tot diep in de 14e eeuw de belangrijkste taal aan het hof van de Meriniden bleef, zou deze ontwikkeling bijdragen aan de linguïstische en politieke arabisering van het land. 
Een andere oorzaak van de opkomst van de maraboets waren de vernietigingen die vanaf de 13e eeuw werden veroorzaakt door rondtrekkende Arabische nomadenstammen van de Banu Hilal. In reactie op dit geweld ontwikkelde vanaf de 14e onder de Berberse gemeenschappen een emotionele en xenofobische islam, vaak gepreekt door een imam die het op zich nam zijn gemeenschap militair te beschermen. In gebieden als de Midden-Atlas en het Rif, zouden deze imams een hoge mate van onafhankelijkheid hebben. Een vergelijkbare situatie vond plaats in de Midden-Atlas, net ten zuiden van Meknes en Fes, waar een Berberse zaouïa leider in de 17e eeuw het gehele noordelijke deel van het land kon veroveren en de strijd om het koningschap aanging met de opkomende Arabische Alaoui-dynastie.

### Medrassa's

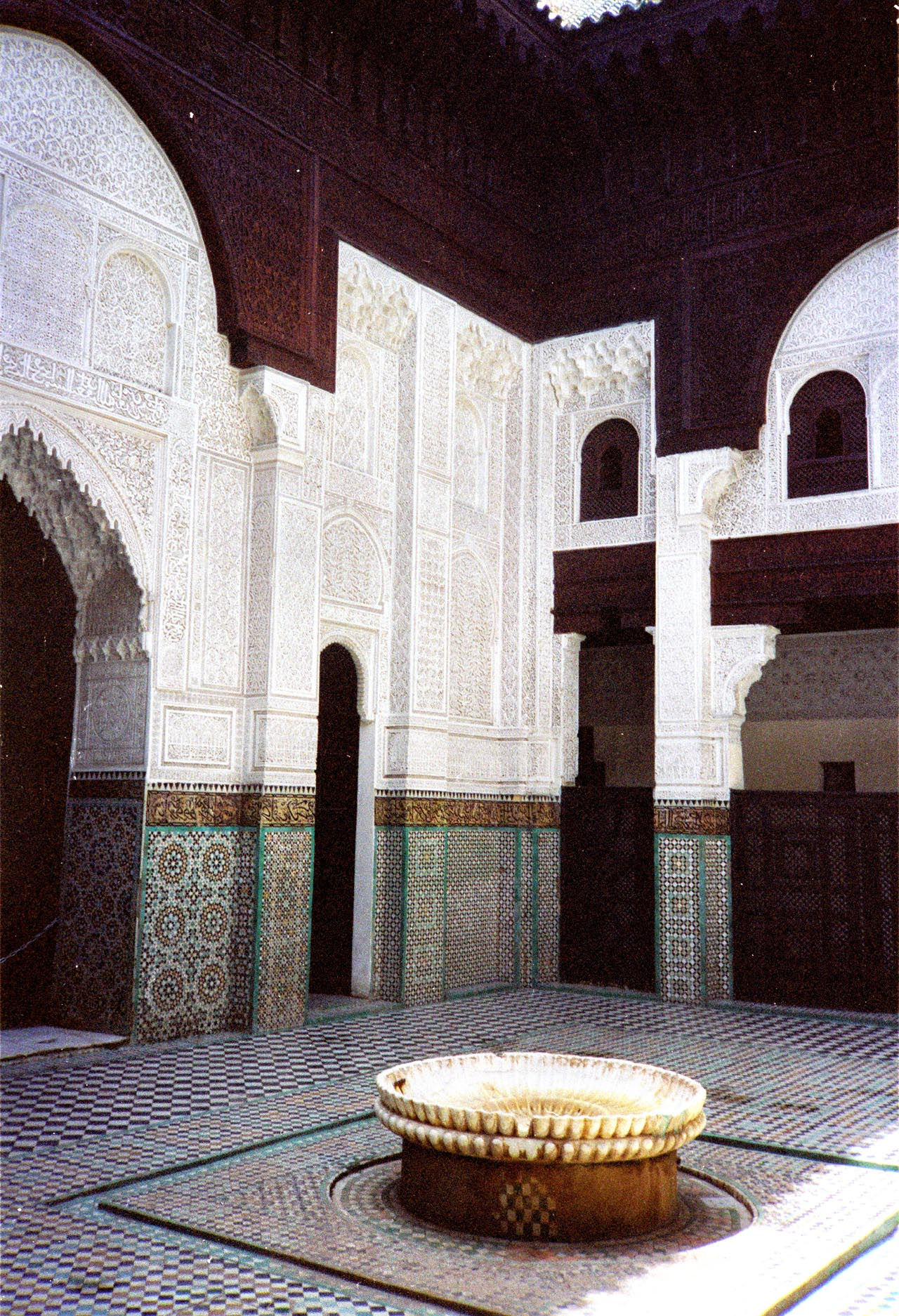
Madrassa Bou Inania in Meknes gevestigd in 1350 door de Meriniden-sultan Aboe Inan Faris

De Meriniden waren de stichters van de eerste madrassa's, onafhankelijke islamitische hogere instituten voor onderwijs, in Marokko. Al in de 9e eeuw bestonden er in steden als Fes en Sijilmasa diploma uitreikende instituten, maar die waren altijd verbonden aan een moskee. De Madrassa's waren een oud fenomeen in het Oosten, waar ze al sinds de 11e eeuw in Irak, Syrië en Iran voorkwamen, maar hadden in Egypte, de Maghreb en Spanje nooit bestaan. De eerste Maghrebijnse madrassa werd in de jaren 1252 in Tunis gebouwd door de Hafsiden. In 1282 volgden de Meriniden met de madrassa Al-Saffarin in Fes. Met de introductie van de madrassa ontstaat er een explosie van wetenschappelijke activiteiten. De Meriniden staan bekend om de vele madrassa's die ze hebben gebouwd (en de schoonheid van de architectuur). Zo stichtte de 11e sultan Abu al-Hasan 'Ali (1331–1348) veertien madrassa's in dertien verschillende steden in Marokko en Algerije. Het vestigen van madrassa's gaf de Meriniden de mogelijkheid om een nieuwe, Berberssprekende geleerde elite te creëren. Het vestigen van zo'n klasse was nodig om de oude, Arabischsprekende elite van Fes te ondermijnen. Vanuit heel Marokko en Algerije werden Berberssprekende studenten aangemoedigd zich aan te melden bij de madrassa's, die meestal ook werden geleid door Berberse geleerden. Net als de opkomst van de zaouia's, had de introductie van de madrassa's als gevolg dat het makkelijker werd om een studie te volgen en kennis te vergaren.

### Makhzen en bled siba
Het concept van bled al-makhzen (land van de staat) en bled siba (land van onrust) heeft haar oorsprong bij de Meriniden, die deze verdeling voor het eerst maakten. Hoewel de eerste helft van hun heerschappij gekenmerkt werd door een sterke centrale overheid, werd het beleid van de latere sultans gekenmerkt door stammenverbonden. Door de latere Meriniden sultans werd de bevolking onderverdeeld in bevriende (de Zenata en de Arabische nomadenstammen) en overheerste groepen (de stedelingen) aan de ene kant en moeilijk beheersbare groepen (de grote sedentaire Berberse Masmuda en Sanhaja massa van de bergen) aan de andere. Deze verdeling zou tot aan het eind van de 20e eeuw een cruciale rol spelen in de binnenlandse Marokkaanse politiek.

## Meriniden heersers
- 1215–1269 : leiders van de Meriniden, betrokken in een strijd tegen de Almohaden, vanuit Tazouta van 1216 tot 1244
  - Abd al-Haqq I (1215–1217)
  - Uthman I (1217–1240)
  - Mohammad I (1240–1244)
- Sinds 1244 : Meriniden Emirs vanuit Fez
  - Abu Yahya ibn Abd al-Haqq (1244–1258)
  - Omar (1258–1259)
  - Abu Yusuf Yaqub (1259–1269)
- 1269–1465 : Meriniden Sultans van Fez en Morocco
  - Abu Yusuf Yaqub (1269–1286)
  - Abu Yaqub Yusuf (1286–1306)
  - Abu Thabit Amir (1307–1308)
  - Abu al-Rabi Sulayman (1308–1310)
  - Abu Said Uthman II (1310–1331)
  - Abu al-Hasan 'Ali (1331–1348)
  - Abu Inan Faris (1348–1358)
  - Muhammad II as Said (1359)
  - Abu Salim Ali II (1359–1361)
  - Abu Umar Tashfin (1361)
  - Abu Zayyan Muhammad III (1362–1366)
  - Abu l-Fariz Abdul Aziz I (1366–1372)
  - Muhammad as-Saîd (1372–1374)
  - Abu l-Abbas Ahmad (1374–1384)
  - Abu Zayyan Muhammad IV (1384–1386)
  - Muhammad V (1386–1387)
  - Abu l-Abbas Ahmad (1387–1393)
  - Abdul Aziz II (1393–1398)
  - Abdullah (1398–1399)
  - Abu Said Uthman III (1399–1420)
  - Abd al-Haqq II (1420–1465)

## Trivia
De Meriniden worden in het Spaans Benimerín genoemd.